# CCDC
China Central Depository & Clearing Co., Ltd. (кит. 中央国债登记结算有限责任公司), сокращённо CCDC (кит. 中央结算公司) or ChinaBond (кит. 中债公司) - центральный депозитарий (ЦД) для китайских гособлигаций, базирующаяся в Пекине со средним штаб-квартирой в Шанхае. Первоначально он был создан Народным банком Китая как China Securities Trading System Co., Ltd. (Китайский: ) в 1993 году, и реорганизован в CCDC в 1996 году. Это один из трех доминирующих ЦДЦБ Китая, вместе с Китайской депозитарно-клиринговой корпорацией по ценным бумагам (CSDC) и Шанхайской клиринговой палатой (SHCH).

## Деятельность
CCDC является полностью государственным центральным учреждением. Изначально оно было создано как централизованный депозитарий государственных облигаций, а затем стало предоставлять услуги по регистрации, хранению и расчётам с одобрения и при финансовой поддержке Государственного совета.
В июле 2015 года CCDC открыл филиал в Шанхае, который в декабре 2017 года был преобразован в «Шанхайскую штаб-квартиру» с полномочиями по разработке пяти платформ: центра трансграничного выпуска облигаций в юанях, центра трансграничного расчётов по облигациям в юанях, центра обеспечения ценных бумаг ChinaBond, центра ценообразования ChinaBond и шанхайского центра обработки данных. В 2018 году шанхайская штаб-квартира CCDC способствовала выпуску облигаций в следующих сегментах рынка: облигации местных органов власти (99 выпусков на сумму 482,8 млрд юаней); корпоративные облигации (66 выпусков на сумму 61,2 млрд юаней); ценные бумаги, обеспеченные активами (12 выпусков на сумму 64,6 млрд юаней); другие финансовые облигации (2 выпуска на сумму 6 млрд юаней).
CCDC управляет национальной депозитарной системой государственных облигаций с разрешения Министерства финансов Китайской Народной Республики.
Нынешним секретарем парткома и председателем правления компании является Лу Шиюнь, а генеральным менеджером - Шуй Руцин